# Индианци
Индианците са коренното население на Северна, Централна и Южна Америка преди европейската колонизация. Днешните индианци са техни потомци, които включват голям брой отделни племена и етнически групи от монголоидната раса, като повечето от тях все още живеят в обособени изолирани общности. В зависимост от контекста, терминът „индианци“ може да включва ескимосите (инуити, юпики) и алеутите, чиито култура и наследствени черти се различават от останалите групи. Индианци могат да бъдат наричани и канадските метиси.
В края на XV век, преди окончателното завладяване от европейците, е имало над две хиляди индиански племена. Подложено на геноцид през последните двеста години, индианското население е намаляло силно. В началото на XXI век живеят малко над шейсет милиона индианци, разпределени в около хиляда племена.

## Наименование
Названието „индианци“ се е утвърдило, въпреки че представлява историческа грешка. По време на откриването на Америка от европейците през 1492 г. Христофор Колумб нарича така коренните жители на Америка, вярвайки, че е достигнал до бреговете на Индия. За известно време тези територии се наричат Западна Индия. През XVI век, с изработването на нови и по-добри карти, започва да се говори за американски континент в чест на Америго Веспучи, вследствие на което коренните жители на континента са преименувани на американски индианци, но с течение на времето остава само индианци. Самите те предпочитат да бъдат наричани с имената на своите племена.
В последните години в САЩ се налага все повече наименованието „коренни американци“ (Native Americans), макар че и то предизвиква противоречия. Повечето индианци в САЩ продължават да живеят в специални индиански резервати.
Изразът „червенокожи“, разпространен широко в европейската масова култура за обозначаване на индианците, няма нищо общо с естествения цвят на кожата им, който е бял до леко мургав. Европейците започват да наричат така местното население, когато срещат беотуките – племе, което най-напред влиза в съприкосновение с викингите през XI век и след това с англичаните през XVI век. Беотуките рисуват както лицето, така и тялото си с охра, откъдето идва червеникавият оттенък на кожата. Племето изчезва напълно през XIX век.

## История
Предците на съвременните индианци и ескимоси се преселват на американския континент от североизточна Азия през така наречения „Берингов мост“, изчезнал преди около дванайсет хиляди години – древен широк провлак между Азия и Северна Америка на мястото на днешния Берингов проток. Миграцията се извършва приблизително през XII–X хилядолетие пр.н.е. Самото разселване по двата континента продължава сравнително бързо: археологическите данни сочат, че древните индианци са достигнали южните части на Аржентина и Чили около две хиляди години след преминаването през Беринговата суша.

### Преди европейската колонизация
Преди европейската колонизация (започнала през XVI век) по-голямата част от племената в Северна и Южна Америка се намирали на различни степени на първобитнообщинния строй. Някои племена живеели в матриархат: ирокези, мускоги, хопи, много от племената в басейна на река Амазонка и др. Племената от северозападните и югозападните райони на Северна Америка и много от племената на Южна Америка живеели в патриархат. Някои племена се намирали на различни степени на преход от родово към класово общество. В развити класови общества живеели индианците от Централна и Южна Америка: ацтеки, маи и инки.
Северно от Рио Гранде – на територията на днешните държави САЩ и Канада — са живели в доколумбовата епоха приблизително десет милиона индианци, разделени на около шестстотин племена, като най-многобройни са в парадържавното формирование Ирокезки съюз. На юг от Рио Гранде – на територията на днешно Мексико и Централна Америка – са живели около шестнайсет милиона индианци, от които шест милиона в империята на ацтеките и десет милиона в империята на маите. Още единайсет милиона са живели по поречието на река Амазонка – на територията на днешна Бразилия; и дванайсет милиона в империята на инките – на територията на днешните държави Перу, Еквадор, части от Чили и Боливия. Огромна част от индианците загиват при испанската колонизация на Америка – във войните срещу конкистадорите и от зарази, пренесени от Стария свят, срещу които не са имали имунитет (най-вече едра шарка).

## Области, племена и езици
Културното разнообразие на коренните народи от Северна Америка е голямо. Различните климатични и природни условия са обособили сходен начин на живот и култура у определени групи народи, живеещи в сходна географска среда. Поради това антрополозите са групирали народите от континента в няколко културно-географски области: Далечният Север (арктическата и субарктическата зона), Северозападният бряг, Платото, Големият басейн, Калифорния, Големите равнини, Североизток, Югоизток и Югозапад. В тези области в течение на хилядолетия са се развивали множество културни форми и различия, породени главно от природните дадености. Според местообитанието си племената се различавали не само в културно, а и в социално и битово отношение, както и по принадлежността си към различните езикови семейства и групи.
- Arctic – Арктическа зона
- Subarctic – Субарктическа зона
- Northwest Coast – Северозападен бряг
- Plateau – Плато
- California – Калифорния
- Great Basin – Големият басейн
- Plains – Равнини
- Northeast – Североизток
- Southeast – Югоизток
- Southwest – Югозапад

## Известни индианци
- Американският кон (вожд)
- Джеронимо
- Джоузеф (вожд)
- Седящият бик
- Лудият кон
- Текумзе (Скачащият от небето рис, 1768 – 1813 г.)
- Оцеола
- Черният Сокол
- Понтиак
- Петнистият кон (Стрелец с револвери)